# Béatrice Hibou
Pour les articles homonymes, voir Hibou (homonymie).
Béatrice Hibou est une politologue rattachée au Centre d'études et de recherches internationales (CERI), un laboratoire de recherche du CNRS.
Ayant obtenu un doctorat en économie à l'EHESS en 1995, elle est intégrée aux programmes de recherche du CERI, contribue à ses publications dont Les Cahiers du CERI, Critique internationale et à la revue Politique africaine.

## Contribution scientifique
Son principal domaine de recherche concerne l'État qu'elle étudie à travers les problématiques de sa transformation appliquées aux cas des pays arabes, africains et sud-européens.
Elle privilégie les liens entre politique et économie dans une optique épistémologique influencée par le philosophe Michel Foucault et le sociologue Max Weber.
Son travail de terrain sur la Tunisie entre 1997 et 2005 a débouché sur un livre tunisien La force de l'obéissance : économie politique de la répression en Tunisie dans lequel elle analyse le fonctionnement du régime politique tunisien. 
Ses recherches définissent la bureaucratie néolibérale comme un mode de fonctionnement qui repose sur un usage systématique de normes, de règles, de procédures, de codes ou de catégorisations principalement issues du monde du marché et de l'entreprise ayant un impact sur la vie quotidienne. En postulant la supériorité managériale du privé sur le public, la bureaucratie néolibérale s’étend alors à des domaines qui lui sont historiquement étrangers (éducation, etc.).

## Engagement pour la liberté scientifique
Béatrice Hibou est un membre actif du Comité de soutien de Fariba Adelkhah et de Roland Marchal, tous deux arrêtés et faits prisonniers scientifiques en Iran en juin 2019. Si Roland Marchal est libéré le 20 mars 2020, Fariba Adelkhah reste prisonnière scientifique. Béatrice Hibou apparaît toujours, en sa qualité de membre du comité de soutien, dans de nombreux médias nationaux et internationaux, où elle explique notamment le développement de l'affaire, les conditions de détention en Iran et plus largement les enjeux de la liberté scientifique,,,.  

## Publications majeures
- La bureaucratisation du monde à l'ère néolibérale, Cahiers libres, 2012.
- La Tunisie d’après le 14 janvier et son économie politique et sociale, Réseau euro-méditerranéen des droits de l'Homme, 2011.
- Anatomie politique de la domination, éditions La Découverte, Paris, 2011.
- La force de l'obéissance : économie politique de la répression en Tunisie, éditions La Découverte, Paris, 2006.
- La privatisation des États (dir), Karthala, Paris, 1999  (ISBN 978-2-865-37948-4).
- La criminalisation de l'État en Afrique (coécrit avec Jean-François Bayart et Stephen Ellis), éditions Complexe/CERI, Paris, 1997[9].